# Idiot utile
L'expression « idiot utile », apparue en 1948 aux Etats-Unis, au début de la guerre froide, est utilisée en politique et dans le domaine de la guerre cognitive, pour accuser des personnalités de servir des desseins divergents de leurs représentations authentiques, en étant utilisées, instrumentalisées ou manipulées, bien que peut-être de bonne foi. Elle sert principalement à déstabiliser, voire humilier un adversaire.

## L'origine: les écrits de 1948
L'expression « useful idiot » apparut aux États-Unis pour la première fois en 1948, dans un article du New York Times à propos de la politique italienne, au début de la guerre froide, dans un article d’un envoyé spécial du journal à Rome, consacré à la stratégie d’alliance des communistes en Europe" et qui "semble reprendre ces termes du quotidien italien L'Umanità.
Par ailleurs, le terme « idiot utile » n'a jamais été découvert dans les documents publiés de Lénine, ni non plus dans ses prises de parole orales,, et il n'existe aucun témoignage direct de quelqu'un l'ayant entendu dire par Lénine, selon Dominique Colas, professeur émérite à Sciences Po et auteur d'un livre sur le sujet .
Au printemps 1987, Grant Harris, doyen de la bibliothèque du Congrès américain, affirma que nul n’avait pu retrouver cette phrase parmi les ouvrages connus de Lénine. Même dans les propos sarcastiques de Lénine en février 1922 à propos d'Arthur Henderson, politicien britannique et futur prix Nobel de la paix 1934, qu'il juge stupide et ainsi apte à aider involontairement la cause des sociétéiques on ne retrouve nullement l'expression « idiot utile ».
Ainsi, dans une lettre du 10 février 1922 au commissaire soviétique des affaires étrangères Gueorgui Tchitcherine en négociation à la conférence de Gênes, Lénine écrivit: « Henderson est aussi stupide que Kerensky, et pour cette raison il nous aide. […] 
.En outre. C'est ultrasecret. Il nous convient que la Conférence de Gênes soit un fiasco, […] mais pas par notre faute, bien sûr. Réfléchissez-y bien avec Litvinov et Joffe et faites-moi une note. Bien sûr, cela ne doit pas être mentionné, même dans des documents secrets. Rendez-moi cette lettre et je la brûlerai. Nous obtiendrons un meilleur prêt en dehors des accords de Gênes, si nous ne sommes pas de ceux qui coulent Gênes. Nous devons mettre au point des manœuvres plus intelligentes pour que nous ne soyons pas de ceux-là. Par exemple, l'imbécile Henderson et Co. nous aidera beaucoup si nous les poussons intelligemment […] Tout vole ; à part pour “eux”. C'est la faillite totale (l'Inde, etc.). Nous devons provoquer une chute inopinément, pas de nos mains. »
Selon l'historien spécialiste de l’URSS Jean-Jacques Marie ce n'est qu’« à partir de 1929 » qu'apparait le profil, désigné dans les décennies suivantes par cette expression, en raison des « voyagez de propagande » organisés sous Staline, auxquels a participé le français Edouard Herriot, figure du Parti radical, qui en 1933 visite l’Ukraine et en « revient en disant qu’il n’y a vu que des gens bien nourris », ce qui en fera vraiment un “idiot utile” », selon Jean-Jacques Marie. De même, l'écrivain anglais H. G. Wells, invité en URSS en 1920, eut une liaison avec son interprête, qui émigra en Angleterre, et rédigea « des articles et un livre mis en avant dans la presse communiste ».

## Utilisation ultérieure

### Durant la guerre froide
En Occident, l'expression a surtout été utilisée (durant la guerre froide) pour désigner et stigmatiser des intellectuels occidentaux de gauche, accusé de défendre le régime soviétique sans aucun recul critique.
Un premier « idiot utile » des communistes aurait été, selon cette littérature, constaté dès le siècle précédent: le libéral hongrois Benkert, écrivain au pseudonyme de Karl-Maria Kertbeny, connu de Charles Baudelaire, Pierre-Joseph Proudhon et George Sand, que Karl Marx et Friedrich Engels auraient considéré comme un idiot pouvantleur  être utile, dans leur Correspondance Marx-Engels, ces remarques : « cet âne de Kertbeny » (lettre de Marx, 3 juin 1864), « voyons s'il peut nous servir à quelque chose » (lettre de Engels, 2 février 1868).
L'expression a alors désigné des compagnons de route des communistes occidentaux, accusés de sympathiser avec l'URSS, ou d'avoir répandu des mensonges après allées en Union soviétique, parfois sous influence d'agents soviétiques.
Durant la première moitié du 20e siècle, des intellectuels français ont fait preuve d'aveuglement envers l'URSS, mais d'autres ont témoigné contre le culte de la personnalité imposé par Staline et le contrôle de l'information, comme André Gide, qui avait publié en n novembre 1936 Retour de l'U.R.S.S. malgré les tentatives des autorités soviétiques et du PCF, Aragon en tête, d’empêcher la publication, amenant Gide à revenir à la charge avec Retouches à mon retour de l'URSS, où il ne se contente plus de faire part d'observations, mais dresse un réquisitoire contre le stalinisme.

### Au XXIe siècle
Au XXIe siècle, l'expression est utilisée dans des affaires de "Crack, cocaïne, et cannabis", dans la bouche des avocats des trafiquants, ou lors du “Kremlingate”, accusations d’ingérences russes intervenues lors de l’élection présidentielle américaine de 2016, mais c'est surtout "une invective omniprésente" dans certaines zones des espaces socio-numériques tranformées grâce à l'anonymat des participants en violent "champ de bataille" accusatoire, sur fond de "violence du débat public, décuplée sur les réseaux sociaux, où foisonnent les justiciers en herbe".
Elle sert pour viser aussi bien le "démocrate qui défend la liberté religieuse", le "socialiste qui estime que la question identitaire mérite d’être posée", ou encore la "féministe qui considère que la femme doit être libre de la manière dont elle s’habille". Les conservateurs et néoconservateurs américains pour désigner péjorativement les intellectuels de gauche. Les « idiots utiles de l’islamisme » désignent ceux qui n'ont "parfois que défendu une conception un tant soit peu ouverte de la laïcité".
Le quotidien Libération a accusé le 27 novembre 2023 Eric Ciotti, dirigeant du parti Les Républicains, d'être un "idiot inutile", de l'extrême-droite, en l'accusant de s'aligner sur la rhétorique du Rassemblement national, avec qui il a présenté des candidats communs aux législatives de l'année suivante. Génée par des révélations de Mediapart sur sa présence passée sur une liste étudiante d’extrême droite, Nathalie Loiseau, candidate aux élections européennes, a accusé le site d’information d’être « l’idiot utile » du Rassemblement national. Le journaliste Renaud Dély avait de son côté publié dès 2009 un livre titré "Besancenot, l’idiot utile du sarkozysme".